# سیارک ۳۶۰۹
سیارک ۳۶۰۹ (به انگلیسی: 3609 Liloketai، نامگذاری:1980VM1) سه هزار و ششصد و نهمین سیارک کشف شده‌است که در ۱۳ نوامبر ۱۹۸۰ کشف شد.
قدر مطلق سیارک برابر ۱۱٫۹۰ است.